# Las Ventas de San Julián
Las Ventas de San Julián település Spanyolországban, Toledo tartományban. Las Ventas de San Julián Oropesa és Calzada de Oropesa községekkel határos. Lakosainak száma 231 fő (2024).

## Népesség
A település népessége az utóbbi években az alábbiak szerint változott:
| Lakosok száma | 234  | 271  | 231  | 236  | 214  | 258  | 231  | 228  | 222  | 231  |
|               | 2001 | 2004 | 2007 | 2009 | 2012 | 2014 | 2017 | 2019 | 2022 | 2024 |